# Albert von Bardewik
Albert von Bardewik, auch Albrecht von Bardewick (* Lübeck; † 1310), bekleidete das Kanzleramt, damit leitete er die Lübecker Kanzlei, und war in der Zeit von 1308 bis 1310 Bürgermeister der Hansestadt Lübeck.

## Leben
Die Familie von Bardewik ist seit 1188 im Lübecker Rat nachgewiesen und könnte in der Phase der deutschen Stadtgründung aus Bardowick zugewandert sein

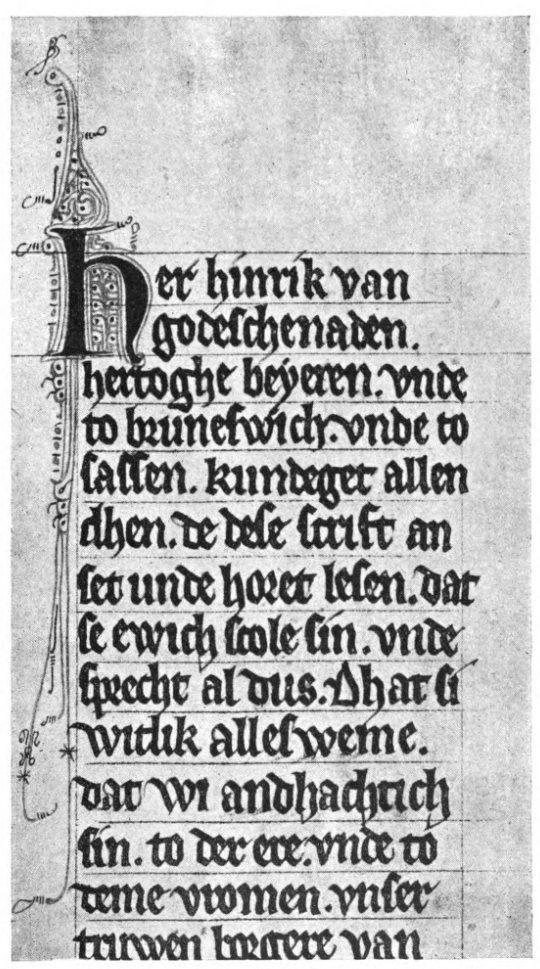
Seite aus dem Bardewik Codex des Lübischen Rechts

Das Wirken Albert von Bardewiks Ende des 13. Jahrhunderts als Ratskanzler der Hansestadt Lübeck ist für die Chronistik der Stadt im Anschluss an Arnold von Lübeck und dessen unmittelbare Nachfolger wie für Rechtshistoriker gestern und heute von großer Bedeutung. 1291 wurde der im Flandernhandel erfolgreich und vermögend gewordene Gewandschneider in den Lübecker Rat gewählt. Er ließ im Jahr 1294 einen prachtvoll ausgestatteten Kodex des Lübischen Rechts (Bardewikscher Codex) niederlegen.
In einem Kopiar (Der Bardewick´sche Copiarius, Archiv der Hansestadt Lübeck, Hs.753) sammelte er Abschriften Urkunden und Privilegien der Stadt Lübeck durch weltliche und geistliche Herrscher sowie Stadträte ausgestellt. Auf dessen fol. 335 bis 350 fasste er wichtige lokale wie überregionale Vorkommnisse der Jahre 1298 bis 1301 zusammen, wobei er auf Berichte des Ratssekretärs Alexander Huno und des Lübecker Gesandten in Riga Luderus de Rameslo zurückgriff. Auf fol. 335r wird in der Auflistung der aktuellen städtischen Amtsinhaber Albrecht als Kanzler genannt „by desen tyden was cancelere [...] her Albrecht van Bardewik“. 1299 legte er, ebenfalls im Kopiar (fol. Fol. 354 bis 361) die seerechtlichen Bestimmungen für die Fahrt nach Flandern, also von der Ostsee zum Hansekontor in Brügge, schriftlich nieder (Ius maritimum Lubecense de anno 1299). Diese schiffsrechtliche Statutensammlung ist eine Revision des Hamburger Schiffsrechts, das dem Hamburger Ordeelbook angehängt wurde.
Bardewik vertrat als Bürgermeister 1308 den Rat der Stadt in den Verhandlungen mit ihrem streitbaren Bischof Burkhard von Serkem. Nach 1310 wird er als Politiker nicht mehr erwähnt.

## Familie
Er war in erster Ehe verheiratet mit Anna Steneke, einer Tochter des Lübecker Bürgermeisters Hinrich Steneke. Aus dieser Ehe ging sein Sohn Arnold von Bardewik hervor, der ebenfalls Ratsherr in Lübeck wurde. In zweiter Ehe heiratete er Elisabeth Morneweg, die Witwe des Lübecker Bürgermeisters Alexander Lüneburg. Aus dieser zweiten Ehe entstammte die Tochter Gertrud/Geseke, die sehr jung mit dem wesentlich älteren Lübecker Bürgermeister Hinrich Pleskow verheiratet wurde.

## Werke
- Johann Carl Heinrich Dreyer (Hrsg.): Specimen juris publici Lubecensis, quo pacta conventa et privilegia, quibus Lubecae per omnem propemodum Europam circa inhumanum jus naufragii (Strand=Recht) est prospectum, ex authenticis recensuit ... qui etiam mantissae loco Jus maritimum Lubecense antiquissimum / Ab Alberto de Bardewic a. 1299 compositum ex membranis edidit Jo. Carolus Henricus Dreyer. Bützow/Wismar, ohne Jahresangabe [1761] (Digitalisat)